# P.R. Paul
P. R. Paul, de son vrai nom Paul Ray Rosenbaum, né le 28 juillet 1956 à New York, est un acteur américain. 
Il est surtout connu pour son personnage de Montgomery Mcneil dans la série télévisée Fame.

## Filmographie partielle

### à la télévision
- 1983 : Shérif, fais-moi peur (The Dukes of Hazzard) (série TV) (saison 5, épisode 20 "Les Dukes donnent l'exemple") : Andy Slocum